# Комерцијална сексуална експлоатација деце
Комерцијална сексуална експлоатација деце (CSEC) дефинише „кишобран“ злочина и активности које укључују наношење сексуалног злостављања детета као финансијску или личну прилику. Комерцијална сексуална експлоатација се састоји од присиљавања детета на проституцију, сексуалну трговину, дечије бракове, дечији сексуални туризам и сваки други подухват искориштавања деце ради сексуалне активности. Према Канцеларији за малолетничко правосуђе и превенцију деликвенције, недостатак пријављивања злочина и „потешкоће у вези са идентификацијом и мерењем жртава и починилаца“ учинили су готово немогућим да се направи национална процена распрострањености комерцијалне сексуалне експлоатације деце у Сједињеним Америчким Државама. Процењује се да је око милион деце која се експлоатишу за комерцијални секс широм света. Од милион деце која су експлоатисана, већина су девојчице.

## CSEC у Сједињеним Америчким Државама
Према Канцеларији помоћника секретара за планирање и процену, „Између 244.000 и 325.000 америчких младих се сматра угроженим од сексуалне експлоатације, а процењује се да се сваке године у Сједињеним Државама дешава 199.000 инцидената сексуалне експлоатације малолетника.“ Унутар Сједињених Америчких Држава, школе су једна од највећих мета за трговце људима.
Због пандемије Ковид 19 2021. године, последње године за коју су доступни национални подаци, „стварни број злостављане деце је вероватно недовољно пријављен“.

## Терминологија
Декларација и агенда за акцију, усвојене током Првог светског конгреса против комерцијалне сексуалне експлоатације деце, одржаног у Стокхолму, у Шведској, 1996. године, формално дефинишу ЦСЕЦ као „фундаментално кршење права детета. Обухвата сексуално злостављање од стране одрасле особе и накнаду у новцу или натури, детету или трећем лицу или лицима. Дете се третира као сексуални и комерцијални објекат. Комерцијална сексуална експлоатација деце представља облик принуде и насиља над децом, и представља присилни рад и савремени облик ропства.”
CSEC се често повезује са трговином децом, која се дефинише као „регрутовање, транспорт, трансфер, скривање или примање детета у сврху експлоатације“, а дететом се сматра свака особа млађа од 18 година. Међутим, нису сва деца жртве трговине људима ради комерцијалне сексуалне експлоатације. Штавише, сексуално злостављање деце којима је трговано не мора нужно представљати комерцијалну сексуалну експлоатацију деце. Комерцијална сексуална експлоатација деце се разликује од других облика злостављања деце, укључујући силовање деце и насиље у породици.
У 2016. години спроведено је истраживање ефеката сексуалног злостављања деце, у источном Тринидаду, јер је сугерисано да деца могу бити изложена ризику од сексуалног злостављања. Трговина децом је облик модерног ропства које брзо расте у Сједињеним Америчким Државама. Представља мутирајући и вишеструки систем тешке људске експлоатације, насилних злочина над децом, праћених злостављањем деце и кршења њихових права. Ропство деце и трговина људима су глобални проблеми јавног здравља са великим ризицима по физичко и психичко здравље током живота. Глобално, преко 50% деце која су жртве трговине људима регрутују породица и пријатељи, а деца чине 27% свих жртава трговине људима широм света, при чему су две од три жртве девојчице.

## Врсте

### Проституција
Процењује се да је 1-2 милиона малолетника сексуално експлоатисано кроз проституцију сваке године. Већина деце у Сједињеним Америчким Државама постаје део индустрије проституције у доби од 12 до 14 година. Овом децом обично „тргује неко кога познају, као што је пријатељ, члан породице или романтични партнер“.

### Дечији сексуални туризам
Дечији сексуални туризам укључује предаторе који путују из своје домовине у другу земљу да би ступили у сексуалне односе са децом која су била предмет трговине људима  Распрострањеност путовања и туризма повећала је доступност деце из других земаља трговцима људима. Трговци људима често путују у неразвијене земље како би искористили недостатак закона који се односе на злочин дечје проституције, корупцију у влади, висок ниво сиромаштва и друге различите факторе.

### Порнографија
Дечја порнографија је „представљање детета укљученог у експлицитне сексуалне активности или било какво представљање сексуалних делова детета у првенствено сексуалне сврхе“ било у стварном животу или симулирано. Када је реч о приказима дечје порнографије, они укључују и долазе у многим облицима као што су фотографије, аудио записи, а посебно видео снимци који приказују децу која врше сексуалне радње са предметима, одраслим особама или другом децом. Деца су изложена експлоатацији, силовању, педофилији, а у екстремним случајевима и убиству.
Порнографија се често користи као улаз у индустрију трговине сексом. Многи макрои терају децу на порнографију као начин да их условљавају да верују да је оно што раде прихватљиво. Сводници тада могу користити порнографију да уцене дете и изнуде новац од клијената.
Производња, поседовање и дистрибуција дечје порнографије забрањени су законом и строго се кажњавају. Дјечија порнографија генерално укључује огромна дела криминалног сексуалног злостављања и експлоатације деце, која су дубоко штетна, будући да су облик злостављања деце. Они који желе или тренутно учествују у експлоатацији деце, повезују се на интернет мреже како би продавали, делили и размењивали материјал.
|                           | Интернационално | Национално | Регионално | Локанло |
| ------------------------- | --- | --- | --- | --- |
| Формат производње         | Најсавременија технологија у аудиовизуелној опреми, развоју и процесу масовне репродукције. | У суштини исто што и међународно. | Приватни развојни студији и лабораторије; материјал нижег квалитета. | Најнижи квалитет од свих тржишта; ослања се на технологију малопродајног нивоа (тренутне камере. Фотостати). Директна куповина или замена, поштом.            |
| Методе дистрибуције       | Пошта, курир, директна продаја. | Књижаре за одрасле, пошта (комерцијална и поштанска), директна продаја.                                                                                | Пошта (комерцијална, САД), директна куповина или замена, књижаре за одрасле. | Директна куповина или замена, поштом. |
| Произвођачи               | Синдицирани сексуални ланци, предузетници и слободни фотографи. | Организовани криминал и слободни порнографи. | Углавном слободни порнографи, са неким послом који су на основу уговора изнајмили локални макрои или педофили. | Педофили из заједнице или суседства, сексуални ланци и макрои.                                                                                                |
| Технике избегавања власти | Мобилни сајтови за производњу и развој, лажни идентитети, вишеструко прикривено слање робе. | Коришћење посредника за организовање рутинских куповина, обрасца за ослобађање родитеља и сајтова за производњу и развој мобилних уређаја.             | Пролазни идентитети и локације порнографа, брза промена код деце која се користе као модели и обрасци за ослобађање родитеља. | Жртве принуђене или уцењене да ћуте; покретљивост и добра репутација преступника често изолују од сваке сумње.                                                |
| Статус                    | Још увек доступно, са нагласком на коришћењу младих из Трећег света као модела; периодичне упаде у саобраћај страних полиција и америчких федералних агенција за спровођење закона; реактивност полицијских истрага онемогућава трајно укидање производње и дистрибуције. | Изузетно отпоран, упркос оштрим савезним законима који повремено ометају проток робе. Препродава се у суседне земље и извози у Азију, Европу и Африку. | Изузетно је тешко пресрести на проактивној основи. Сводници и порнографи користе малолетне преваранте и злостављану децу као субјекте. Касније се може појавити у страним публикацијама. Сагласност родитеља обавезује кривце на тајност; све већи нагласак на сугестивним материјалима. | Порнографија направљена на локалном нивоу је ослонац педофилске субкултуре; обично откривено током полицијске претраге или случајно путем поштанских истрага. |

### Стримовање сексуалног злостављања
Појава ових онлајн заједница је такође подстакла и промовисала комуникацију између локалних преступника, повезујући и нормализујући њихово интересовање за децу, смањујући њихову осетљивост на физичка и психичка оштећења, путем анонимних налога за дељење садржаја без страха да ће бити ухваћени. Напредак технологије је навео трговце сексом да „усвоје и прилагоде нове могућности на мрежи, за циљање и експлоатацију жртава и стварање тржишних прилика". Технологија је доступна у скоро сваком аспекту света, омогућавајући сексуалним трговцима лакши приступ.
Раст интернета омогућио је трговцима сексом да остваре већи профит од својих илегалних активности. На пример, трговци сајбер сексом имају моћ да поделе жртву са другим купцима, стварајући већи скуп опасних појединаца. Виртуелне платформе стварају исплативији приступ за трговце сексом, јер не морају да киднапују и превозе жртве.

## Узроци
Тешко је одредити конкретне узроке комерцијалне сексуалне експлоатације деце због основних питања која су уткана у сексуалну експлоатацију у целини, као што су тајност и скривена дела која се дешавају у оквиру овог организованог криминала. Због сложености комерцијалне сексуалне експлоатације, владе и организације немају довољно разумевања о томе шта су узроци. Постоје фактори који могу утицати на распрострањеност комерцијалне сексуалне експлоатације деце. Неки од тих фактора су следећи:

### Сиромаштво
„Преко 35% светске популације живи са мање од 2,00 долара дневно“, а око 2,5 милијарди људи је у опасности од трговине људима. Трговци људима обећавају родитељима да ће се њихова деца школовати или можда правилно хранити. Неки родитељи мењају своје дете за новац као начин да отплате дуг. Због недостатка образовања, многи од ових родитеља који живе у сиромаштву нису свесни опасности комерцијалне експлоатације деце и виде то као шансу за бољи живот свог детета.

### Недостатак образовања
Школе пружају заштиту и стабилност деци док уче животне вештине и повећавају њихово поверење у свет и себе. Када ово није доступно, деца постају подложнија трговини људима. Са недостатком финансирања школа у областима са нижим приходима, тешко је навести ученике да се укључе у школски програм, што доводи до напуштања школе. Са недостатком образовања и финансијске стабилности, деца бивају намамљена у комерцијалну сексуалну експлоатацију.

### Корумпирано спровођење закона
Студија спроведена о корелацији између корупције у органима за спровођење закона и унутар владе уско је повезана са комерцијалном сексуалном експлоатацијом, посебно са трговином људима. Међутим, скоро је немогуће да се истраживање у овој области спроведе због значајних изазова са којима се суочавају, као што је недостатак доступних информација о корупцији у друштвима.

### Родно-специфични и културни аспекти
Многе културе и владе имају пристрасна гледишта о вредности мушкарца у односу на жену. Постоје многа друштва, на пример, кинеска и камбоџанска култура која верују „да секс са девицама подмлађује мушкарца“. Нажалост, због овог уверења, тржиште за малолетне девојке које се баве проституцијом или трговином људима је веома велико. Деца која припадају културним мањинама често су такође дискриминисана, што доводи до тога да значајан број деце која припадају мањинама постају жртве комерцијалне сексуалне експлоатације.

## Опасности и последице
Без обзира да ли су деца у порнографији, борделима или су предмет трговине, сва су у опасности од сексуално преносивих инфекција, физичког насиља и психичког погоршања. Истраживања су показала да је „педесет до деведесет одсто деце у јавним кућама у југоисточној Азији заражено ХИВ-ом“. У многим случајевима, када се деца доведу у индустрију трговине сексом, бивају тучена и силована све док нису толико сломљена да више не покушавају да се боре и да побегну. Физичке опасности такође могу укључивати неплодност, рак грлића материце, силовање, а понекад и убиство. Трудноћа је такође физички фактор ризика за многу децу. Слично као ако се открије да имају ХИВ или сиду, девојке бивају избачене из јавних кућа, без да имају где да оду. Многа деца „прекидају свесну везу између ума и тела“ да би функционисала у овим ситуацијама. Чинећи то, многа деца почињу да мисле да нису ништа друго до „курве“, а нека развијају самоубилачке мисли. Други психолошки фактори ризика укључују поремећаје спавања и исхране, родно поремећен сексуални идентитет, хистерију, па чак и убиствени бес.
Изван физичких и психичких опасности крије се страх од закона. Многе девојке и жене су илегално трговане преко граница. Ако успеју да побегну из јавне куће или од макроа, жене и деца брзо падају у очи власти. Пошто немају одговарајућу документацију, они су приведени. Ако се држе у локалним затворима, жене и деца често трпе даље злостављање и експлоатацију од стране полиције.
Експлоатација носи вишеструке опасности када су деца у питању, јер знамо да су деца међу најрањивијим људима када је у питању наше друштво, и треба их пажљиво чувати од свих врста опасности у свету. Многи људи често мисле да је злостављање само физичко. Физичко насиље је само један облик који злостављање поприма, са другим облицима, укључујући сексуално, емоционално злостављање заједно са занемаривањем.
Последице комерцијалне сексуалне експлоатације деце могу бити психолошке, емоционалне и физичке. То су неизбежне последице које могу укључивати опште симптоме флешбекова, као и посттрауматски стресни поремећај који би могао да доведе дете до дубоке депресије. Сексуално злостављање може довести до других последица самоповређивања, злоупотребе супстанци, поремећаја у исхрани, трудноће, поремећаја спавања, самоубиства и више других полно преносивих инфекција. Доживљавање сексуалног злостављања није нешто што би дете требало да издржи или би уопште одабрало за себе, али је због своје младе природе и невиности принуђено да се носи са неизбежним ситуацијама и симптомима трауме коју је претрпело.

## Преваленција
Иако је немогуће знати прави обим проблема, с обзиром на његову незакониту природу, Међународна организација рада наводи да „...широм света постоји 246 милиона експлоатисане деце старости између 5 и 17 година укључене у дужничко ропство , присилно регрутовање за оружане сукобе, проституцију, порнографију, илегалну трговину дрогом, илегалну трговину оружјем и друге недозвољене активности широм света“.
Анкета брзе процене, коју су развили Међународни програм за елиминацију дечијег рада и Дечји фонд Уједињених нација (Уницеф), ослања се на интервјуе и друге, углавном квалитативне, технике, како би пружио слику специфичне активности у ограниченом географском подручју.
Уницеф и Популациони фонд Уједињених нација процењују да се сваке године 2 милиона деце експлоатише кроз проституцију или порнографију.

## Међународна борба против комерцијалне сексуалне експлоатације деце
Први светски састанак за глобалну борбу против комерцијалне сексуалне експлоатације деце одржан је у Стокхолму у Шведској 1996. године. Идеју је први предложио ECPAT 1994. године, када је сарађивао са Уницефом и другим невладиним организацијама да створе светски конгрес, који се бори за подизање свести на проблем комерцијалне сексуалне експлоатације деце.
Спроведено је више споразума и акција у борби против комерцијалне сексуалне експлоатације деце. Једна од акција је Конвенција Уједињених нација против транснационалног организованог криминала, која је „усвојена резолуцијом Генералне скупштине 55/25, 15. новембра 2000. године“. Ова конвенција циља три области организованог криминала, а једна од тих области је „протокол за спречавање, сузбијање и кажњавање трговине људима, посебно женама и децом“. Сврха је подстицање учесника да сарађују у акцијама потребним за спречавање наведених злочина.
„III Светски конгрес против сексуалне експлоатације деце и адолесцената одржан је у Рио де Жанеиру, Бразил, од 25. до 28. новембра 2008. године. Конгрес су чинили Уницеф, ECPAT, Група за Конвенцију о правима детета, и на крају, бразилска влада. Одзив овог Конгреса за заговарање и излагање против сексуалне експлоатације деце био је невероватан. Било је преко 3.000 учесника из преко 135 влада, институција и цивилних заједница. 300 од ових учесника били су адолесценти.

## Превенција

### Образовање
Један од многих начина да се помогне у превенцији комерцијалне сексуалне експлоатације деце је образовање. Претходно поменути Протокол захтева од чланица да обезбеде превентивне мере против сексуалне експлоатације деце. Међу овим превентивним мерама је и едукација јавности, посебно породица, о опасностима секс туризма и трговине људима. World Vision је један од лидера у стварању ових образовних могућности за младе девојке. Други напори укључују едукацију полицијског, медицинског и школског особља о томе како да идентификују жртве и реагују. Такође се баве едукацијом потенцијалних жртава комерцијалне сексуалне експлоатације деце о тактикама које регрутори често користе да би дошли до ризичних појединаца.
Неколико организација се свесно труди да допринесе превенцији комерцијалне сексуалне експлоатације деце. We Are Pact има три образовне иницијативе, у којима активно заговарају различите појединце да допринесу превенцији. Програм превенције нуди безбедно окружење за родитеље, да науче о идентификацији знакова упозорења о трговини људима и експлоатацији, покривајући теме као што су безбедност на мрежи, управљање дискусијама са младима и коришћење ресурса заједнице, са програмима доступним на енглеском и шпанском језику.
Још један напор у превенцији је програм Interdiction for the Protection of Children, који користи проактивну полицијску тактику, усмерену на спречавање кривичних дела, са фокусом на спасавање деце жртава сексуалног злостављања и експлоатације. Поред тога, овај програм спроводи истраге како би идентификовао починиоце и појединце који представљају висок ризик за децу, док такође прикупља обавештајне податке о методологијама преступника, како би информисао законодавне власти.

### Допринос родитеља
Превенција почиње раним усађивањем током целог детињства. Деца треба да буду упозната са својом телесном аутономијом, коју родитељи могу да усађују од раног детињства. „Аутономија тела почиње једноставним стварима којима можете да научите своје дете, почевши од дечјих година и потврђујући лекције како дете расте.“
„Родитељи могу да уче своју децу различитим деловима тела, истичући да је нормално и здраво да о томе отворено говоре. Такође, родитељи их могу научити важности да кажу „не“ кад год су у непријатној ситуацији. На крају, али не и најмање важно, за родитеље је кључно да нагласе да тајне „увек треба делити са одраслом особом од поверења“.

#### Мере безбедности
Превенција се може драстично побољшати мерама безбедности, као што су следеће:
1. Темељно упознајте одрасле присутне у животима ваше деце. „Свака одрасла особа која изгледа више заинтересована за вашу децу од вас, треба да подигне „заставицу упозорења” у вашем уму.“[34]
2. Знајте где су ваша деца и са ким су. „Нека буде породично правило да, ако се планови ваше деце промене, она вас морају обавестити пре него што ураде нешто или оду негде, а да ви не знате.“[34]
3. Уверите се да су сви налози на друштвеним мрежама које ваша деца имају приватни.
4. Научите своју децу, када дође одговарајући узраст, о Националној линији за сексуалне нападе, као и о Националној линији за злостављање деце. Научите их о важности познавања ових ресурса.

### Приватност
Најбољи облик спречавања комерцијалне сексуалне експлоатације деце је приватност. Спречавање непознатих одраслих особа да буду у близини детета је кључно. INHOPE тврди: „Многи преступници доживљавају присуство родитеља као повећан ризик да буду откривени.“ У данашње време, многи преступници прилазе деци онлајн због осећаја заштите. Креирање поставки приватности на дечјој технологији може заштитити од потенцијалних трговаца људима који долазе у контакт са малолетницима. Праћење дечјих онлајн пријатељстава и познавање знакова ризичног пријатељства могу спречити излагање сексуалној експлоатацији. Треба бити јасан са децом о штети која може бити нанета због нарушавања приватности. Многа деца су често збуњена тренутним образовањем о приватности које им се пружа због недостатка „специфичних правила или радњи о приватности“.